# The Penitentes
The Penitentes er en amerikansk stumfilm fra 1915 af Jack Conway.

## Medvirkende
- Orrin Johnson som Manuel.
- Seena Owen som Dolores.
- Paul Gilmore som Juan Banca.
- Irene Hunt som Carmelia.
- Josephine Crowell.